# Suren Kämpe-Rauhegrund
Koordinaten: 51° 43′ 15″ N, 8° 57′ 10″ O

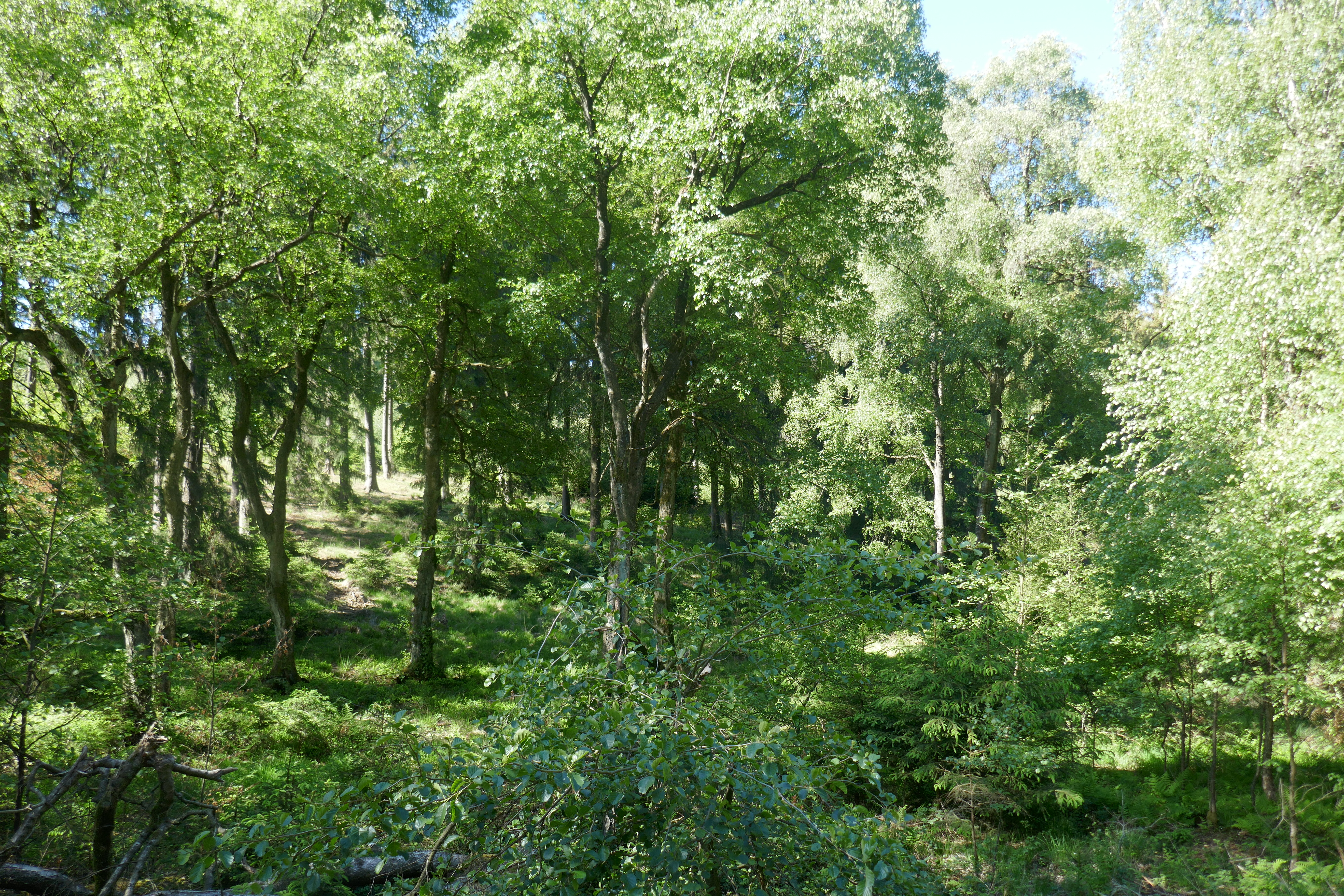
Naturschutzgebiet Suren Kämpe-Rauhegrund (Juni 2020)

Das Naturschutzgebiet Suren Kämpe-Rauhegrund liegt auf dem Gebiet der Gemeinde Altenbeken im Kreis Paderborn in Nordrhein-Westfalen.
Das aus drei Teilflächen bestehende Gebiet erstreckt sich südlich des Kernortes Altenbeken und nordöstlich von Schwaney, einem Ortsteil von Altenbeken. Westlich des Gebietes verlaufen die Landesstraße L 828 und die Kreisstraße K 27.

## Bedeutung
Das etwa 27,1 ha große Gebiet wurde im Jahr 2021 unter der Schlüsselnummer PB-085 bzw. NSG-0008 unter Naturschutz gestellt. Schutzziele sind
- die Erhaltung und Entwicklung des quelligen Nassgrünlandkomplexes Surenkämpe durch Wiederaufnahme der Grünlandnutzung bzw. durch extensive Grünlandnutzung,
- die Erhaltung und Entwicklung des Rauhen Grundes durch Kontrolle des Wasserhaushaltes, gegebenenfalls Wasserrückhaltung, insbesondere im Bereich des alten Birken-Moorwaldes im Ostteil sowie
- die Erhaltung und Entwicklung eines Quell-, Fließ- und Stillgewässerkomplexes mit bachbegleitenden Erlenauenwäldern durch Überlassen der Sukzession im Bereich der Auenwälder und naturnaher Waldbewirtschaftung in den weiteren Waldflächen der Klusheide/Krummer Esel.[2]